# Rioraja agassizii
Rioraja agassizii ist eine kleine Rochenart, die an der südamerikanischen Atlantikküste vom brasilianischen Bundesstaat Espírito Santo im Norden über die Küste von Uruguay bis zum nördlichen Argentinien im Süden vorkommt.

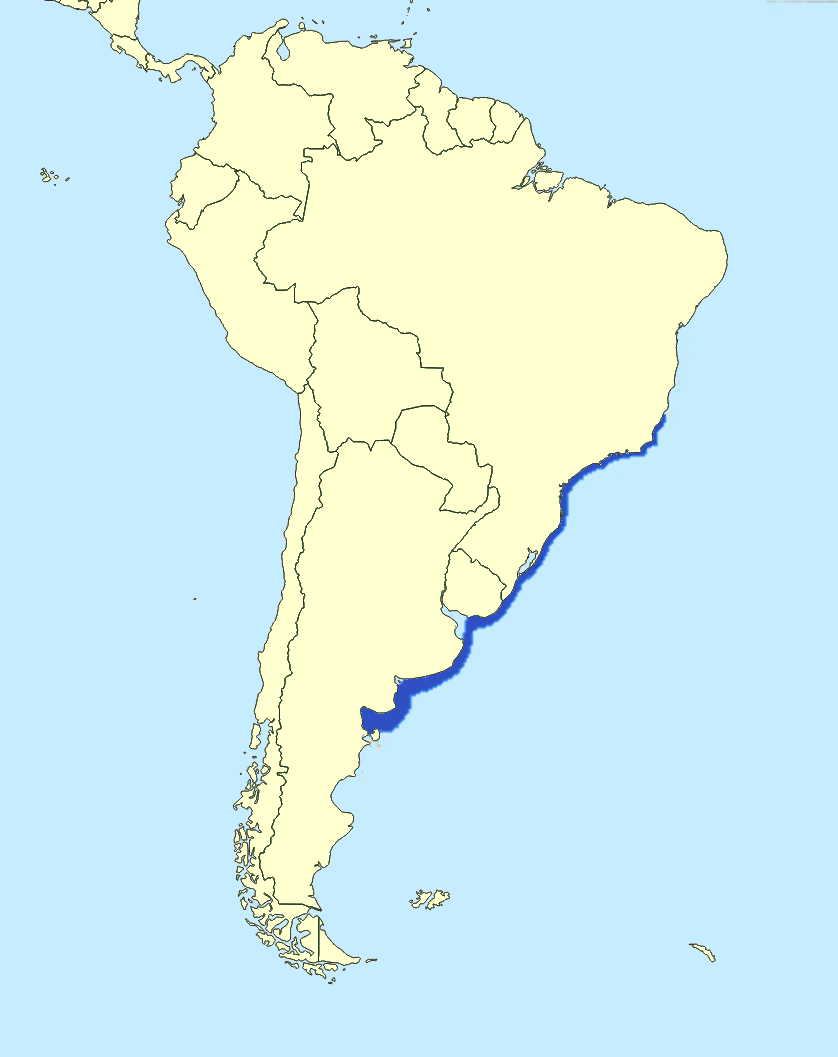
Verbreitungsgebiet

## Merkmale
Rioraja agassizii erreicht eine Gesamtlänge 35,5 bis 56 cm und ist auf der Oberseite hellbraun und auf der Unterseite cremefarben mit einigen dunklen Flecken. Die meisten Exemplare zeigen in der Mitte der Brustflossen diffuse, dunkle Augenflecke mit helleren Zentren und die Weibchen helle Flecken auf der Rückenseite. Die Körperscheibe ist rhombisch, die vorderen Ränder der Brustflossen sind leicht eingedellt. Die Breite der Körperscheibe liegt bei 56 bis 70 % der Gesamtlänge, die Kopf-Rumpf-Länge bei 44 bis 60 % der Gesamtlänge. Augen und Spritzlöcher stehen nah beieinander. Das Maul ist deutlich gebogen und bei den Männchen V-förmig. Im Oberkiefer sitzen 39 bis 51 Zähne, die in vier Reihen angeordnet sind; im Unterkiefer sind es 36 bis 48 Zähne in fünf Reihen. Ältere Weibchen haben in der Regel mehr Zähne als Männchen. Die Zähne haben eine ovale Basis und eine Spitze. Die zwei auf dem Schwanz sitzenden Rückenflossen sind abgerundet. Die erste ist etwas größer als die zweite. Jungrochen haben eine glatte, unbedornte Haut. Ältere Weibchen haben Dornen auf der Schnauze, hinter den Augen, an den Spritzlöchern und auf den Schultern, ältere Männchen kurz vor den Spitzen der Brustflossen.
Von der nah verwandten Gattung Atlantoraja, mit der die Tribus Riorajini innerhalb der Familie der Weichnasenrochen (Arhynchobatidae) bildet, unterscheidet sich Rioraja agassizii unter anderem durch die helle Bauchseite (dunkel bei Atlantoraja), den dunklen Fleck auf der Unterseite des Mauls, die fehlende Schwanzflosse, den geraden Rand der vorderen Nasenfalte (rund bei Atlantoraja) und den Dorn zwischen den zwei Rückenflossen (fehlend bei Atlantoraja).

## Lebensweise
Rioraja agassizii kommt an der südamerikanischen Atlantikküste vor, wurde aber nur selten in Tiefen oberhalb von 120 Metern nachgewiesen. Die Rochenart lebt auf Sand-, Schlamm- und Geröllböden und ernährt sich vor allem von Krebstieren und kleinen Fischen. Bei Magenuntersuchungen wurden unter anderem Überreste von Knallkrebsen, Flohkrebsen, Garnelen, Ruderfußkrebsen, Rankenfußkrebsen, Asseln, Fangschreckenkrebsen, sowie von Butten, Bartmännchen, Skorpionfischen, Sägebarschen, Froschfischen, Schlangenaalen, Einhorndorschen und von Fadenwürmern und Vielborstern gefunden.
Rioraja agassizii ist ovipar, pro Wurf werden zwei Eikapseln von hellbrauner Farbe gelegt, die dann 31 bis 47 mm lang sind und an den Ecken lange Filamente aufweisen. Die Fische werden mit einer Länge von 20 cm geschlechtsreif.

## Belege
1. 1 2 3 4  Karla D. A. Soares, Renan A. Moreira, Ulisses L. Gomes (2021): Redescription of the Rio skate Rioraja agassizii (Rajiformes: Arhynchobatidae) with notes on internal anatomy and intraspecific variation. Neotropical Ichthyology, 19 (2): doi: 10.1590/1982-0224-2021-0059
2. ↑  Rioraja agassizii auf Fishbase.org (englisch)